# Cinecittà

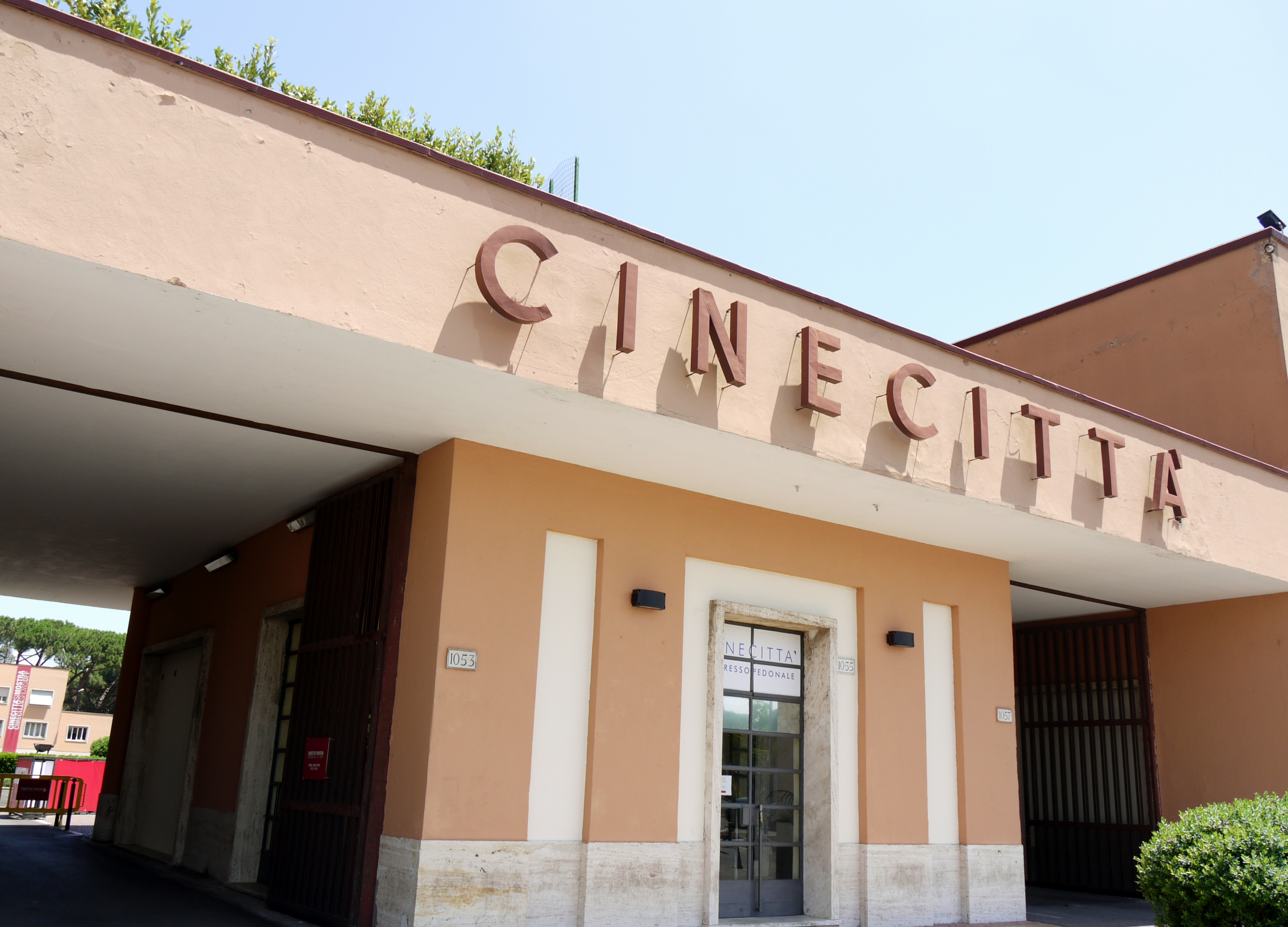
Wejście do Cinecitta

Cinecittà Studios ([tʃinetʃitˈta]; wł. Miasto Filmowe) – największe europejskie studio filmowo-telewizyjne, powstałe w 1937 roku we Włoszech, przy Via Tuscolana, na przedmieściach Rzymu. 
Do 2006 roku studio wykorzystano do produkcji ponad 3000 filmów i programów telewizyjnych, z których 51 (na 90 nominacji) otrzymało Nagrodę Akademii Filmowej.
Obecnie studio zajmuje obszar 40 hektarów gruntów, będąc miejscem pracy dla ok. pięciu tysięcy osób.

## Historia
Studia zostały zbudowane w epoce faszystowskiej w ramach planu ożywienia włoskiego przemysłu filmowego. W latach 1936-37, a następnie rozwijane do 1943 roku, kiedy to zostały częściowo zniszczone wskutek działań wojennych. W 1945 r. armia USA urządziła na terenie studia tymczasowe schroniska dla kilku tysięcy Żydów, ocalałych z Holocaustu. 
Po zakończeniu działań II wojny światowej studio odbudowano w jeszcze większym wymiarze. W 1997 r. Cinecittà Studios było bliskie ogłoszenia bankructwa i zostało sprywatyzowane przez rząd włoski. Kontrolę nad firmą przejęła spółka Diego Della Valle, inwestując 25 milionów euro w modernizację.

## Dzieła i autorzy
Na terenie studia tworzyli m.in. tacy reżyserzy jak: Alessandro Blasetti, Roberto Rossellini, Vittorio De Sica, Luchino Visconti, Sergio Leone, Sergio Corbucci i Sergio Sollima. Całą swoją twórczość związał z tym studiem Federico Fellini. 
W latach 50. XX w. studio wykorzystywano do produkcji filmów amerykańskich, jak Rzymskie wakacje i Ben Hur w reżyserii Williama Wylera czy Quo vadis w reżyserii Mervyna LeRoya. Od 1964 r. na terenie Cinecitty kręcono filmy z gatunku spaghetti westernów, a w 1991 odbył się tam 36. Konkurs Piosenki Eurowizji.
Ostatnimi, znaczącymi produkcjami, jakie powstały na terenie studia były filmy: Martina Scorsese pt. Gangi Nowego Jorku oraz Mela Gibsona – Pasja. Również telewizje BBC i HBO kręciły tu zdjęcia do serialu Rzym w latach 2004–2007. W 2008 r. walijski oddział BBC realizował tu ujęcia do serialu sci-fi Doktor Who, do odcinka Ogień z Pompejów z 2008 r.

## Wyposażenie
Na terenie „miasteczka filmowego” znajdują się m.in.:
- 22 hale zdjęciowe, w tym największa w Europie hala do nagrywania z dźwiękiem na potrzeby telewizji,
- 280 studia produkcyjne i garderoby,
- 21 charakteryzatorni
- 82 warsztaty rzemieślnicze i magazyny rekwizytów
- 7 hal dźwiękowych do nagrywania dubbingu.

Na terenie Cinecitty znajdują się zachowane i gotowe do ponownego użycia dekoracje, będące kopiami ciągów ulic Nowego Jorku, starożytnego Rzymu z fragmentami Koloseum, wierne kopie setek metrów ulic Paryża, klasztor z filmu Imię róży, pałac cesarza Chin, kompletne wnętrza okrętów podwodnych, kopalń, stacji kolejowych i rzymskiego metra oraz baśniowe scenerie użyte do produkcji filmu o Przygodach Barona Munchausena w reżyserii Terry’ego Gilliama. Można tam też znaleźć także arkę Noego, odwzorowaną na potrzeby filmowe.